# Ramicandelaber
Ramicandelaber es un género de hongos de la división Zoopagomycota.